# 澤蘭雅內國家公園
29°00′S 28°25′E / 29.000°S 28.417°E

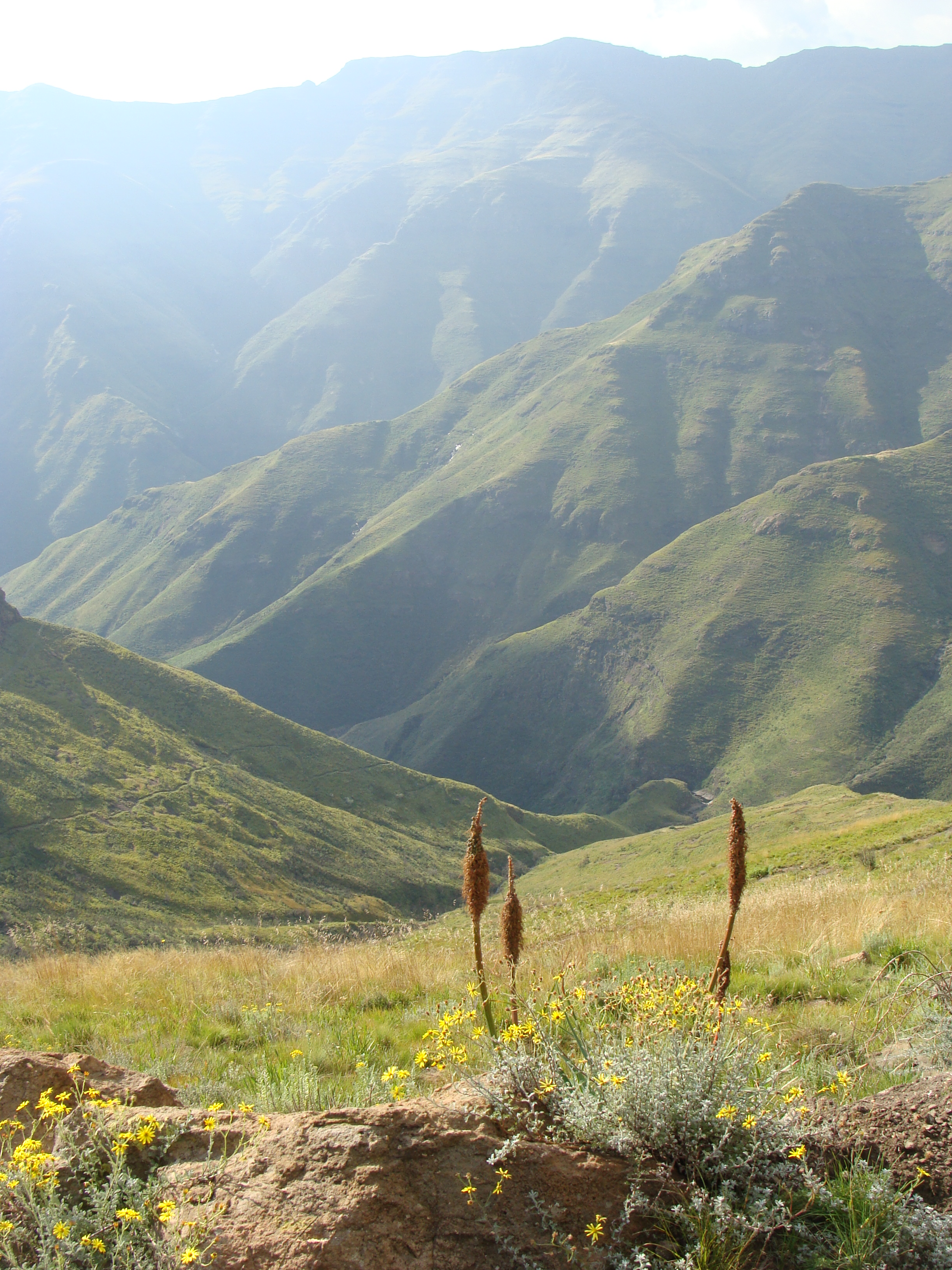

澤蘭雅內國家公園是萊索托的國家公園，位於該國北部萊里貝區，面積53平方公里，該地區有黃頭鷺、錘頭鸛、非洲黑鴨、胡兀鷲、黑翅鳶、普通鵟等多種鳥類棲息。